# Београдска гора
Београдска гора (тур. Belgrad Ormanı; буг. Белградска гора) jе најпознатији парк у Турској и Истанбулу. Од средине 20. века био је омиљено место становника метрополе.
Њено име је емитовано на свим језицима попут Белградска гора, а не као на српском језику — Београдска шума, због бугарске етимологије.
Шума обухвата 5442 хектара око 20 км северозападно од Истанбула, на крајњој источној ивици Тракије, Тракијског и Балканског полуострва.
Шума је добила име по хиљадама београдских досељеника (други са били Галипољски Срби) настањених Сулејманом Величанственим, који су се спустили након освајања Београда 1521. године.
Шума је поприште многих историјских догађаја — од ликвидације јаничарског корпуса 1826. до убиства Џамала Кашогџија 2018. године.
У књизи Јована Цвијића Балканско полуострво и Јужнословенске земље, у издању од 2012. године, на једној карти је приказн Цариград и северозападно од њега место Београд, које се поклапа са местом овог данашњег парка.